# Luis Nishizawa
Luis Nishizawa Flores (San Mateo Ixtacalco, 1918. február 2. – Toluca de Lerdo[forrás?], 2014. szeptember 29.) egy Mexikóban élő, félig japán, félig mexikói származású tájkép- és falfestész volt.

## Élete
Apja a Nagano prefektúrából származó Nisizava Kendzsi, anyja a mexikói María de Jesús Flores volt. 1942-ben az Academia San Carloson kezdte meg művészeti tanulmányait, első kiállítására 1951-ben a Salón de Artes Plásticasban került sor. Ettől kezdve Mexikó jelentős kiállítói közé emelkedett. 1955-ben órákat adott a Mexikói Autonóm Nemzeti Egyetemen (UNAM) is, ahol később megkapta a mester emeritus és a Doctor Honoris Causa címeket. Az UNAM után tolucai, Nicolás Bravo úti lakását rendezte be műteremnek, és itt is tanított. 1992. december 16-án a műhelyt múzeumként is megnyitották. Tagja volt a Művészeti Akadémiának és a Kulturális és Művészeti Nemzeti Tanácsnak is.

## Művészete
Műveire a realizmus és az expresszionizmus egyaránt jellemző, keleti kulturális hatásokkal. Leegyszerűsített formáit és természetfelfogását Dr. Atléhoz hasonlítják. Festőállványon készült nagy számú képe közül legkiemelkedőbben tájképeit tartják. Alkotásai között rajzok, olaj- és vízfestmények éppúgy megtalálhatók, mint metszetek, muráliák és üvegképek is. Munkáihoz alkalmazott viaszt, gyantát és vízzel kevert tojássárgáját használó módszereket is.

### Fontosabb művei
Ma műveinek nagy része múzeummá alakított tolucai műtermében látható, de előfordulnak Nishizawa-alkotások a mexikói Modern Művészet Múzeumában, a Museo de la Estampa Mexicanában, a tolucai Szépművészeti Múzeumban, a Bancomer-gyűjteményben és a Kiotói Modern Művészet Múzeumában is.

#### Festmények
- Doña Luz, 1946
- La niña del rebozo, 1949 („a rebozós lány”)
- Retrato de mujer mexicana con flor, 1953 („mexikói nő arcképe virággal”)
- Estudios para mural, 1956 („tanulmányok muráliához”)
- Pátzcuaro, 1960
- Los sueños rotos, 1972 („a tönkrement álmok”)
- Tlayapan, 1994
- Temple, 1994
- Iztaccíhuatl, 1998
- Claroscuro del tiempo, 2009 („az idő fény–árnyék-játéka”)
- El Paisaje valores y colores, 2010 („a táj, értékek és színek”)

#### Falfestmények
- El aire es vida, 1957 („a levegő élet”)
- Un canto a la vida, 1969 („egy dal az élethez”)
- El espíritu creador siempre se renueva, 1981 („az alkotó lélek mindig megújul”)
- El lecho del Universo, 1982 („a világegyetem medre”)
- Fu Get Su Een New, 1983
- Códice prehispánico, 1987 („prehispán kódex”)
- El hombre y su libertad, 1988 („az ember és szabadsága”)

## Díjai, elismerései, emlékezete
- 1965: Premio Nacional de Ciencias y Artes (Tudományos és Művészeti Nemzeti Díj), szépművészeti kategória[1]
- A japán kormány a Sárkány Szent Kincse díjjal jutalmazta.[1]
- Mexikóban emlékbélyeget bocsátottak ki emlékére.[1]

## Képek

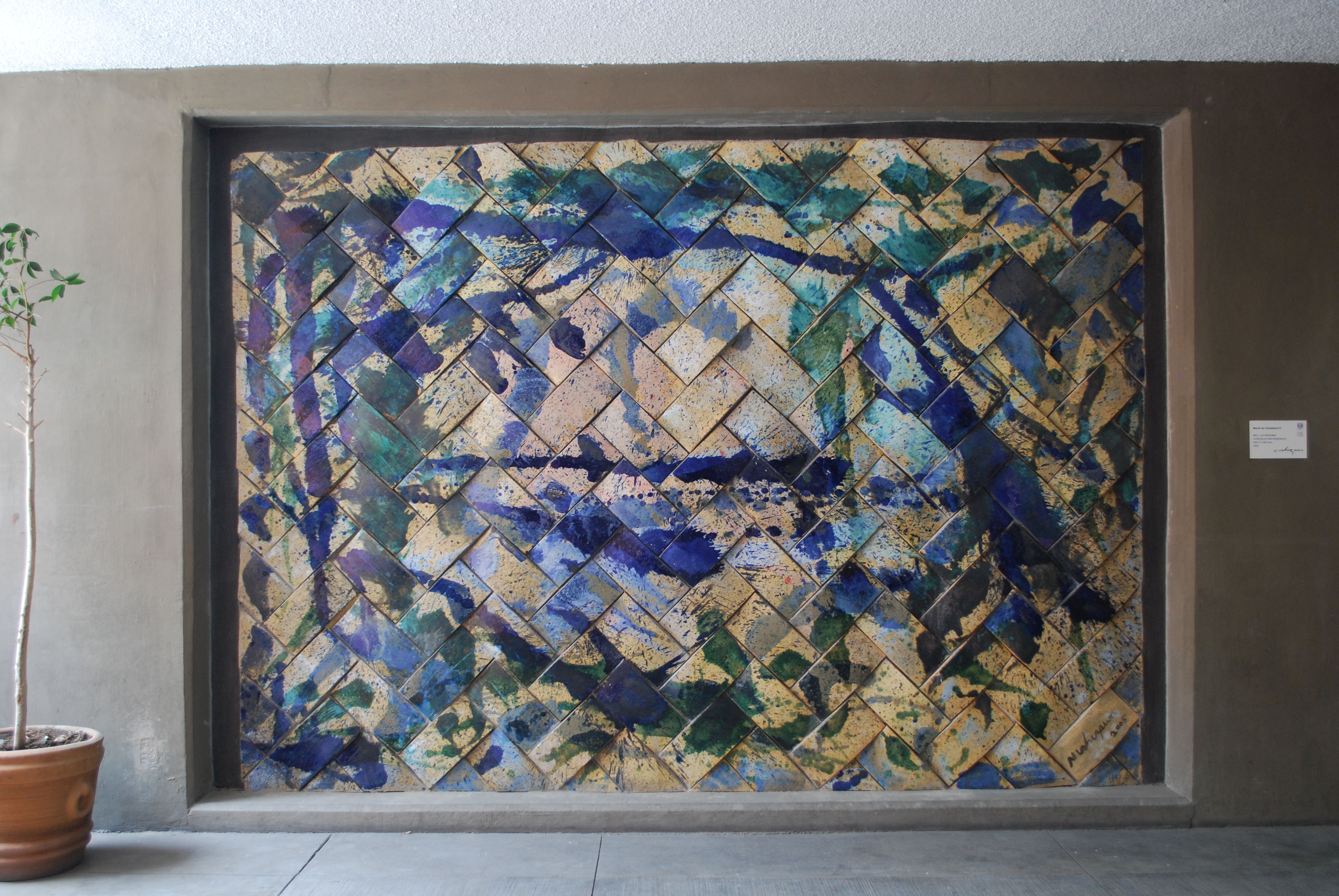
Egyik műve
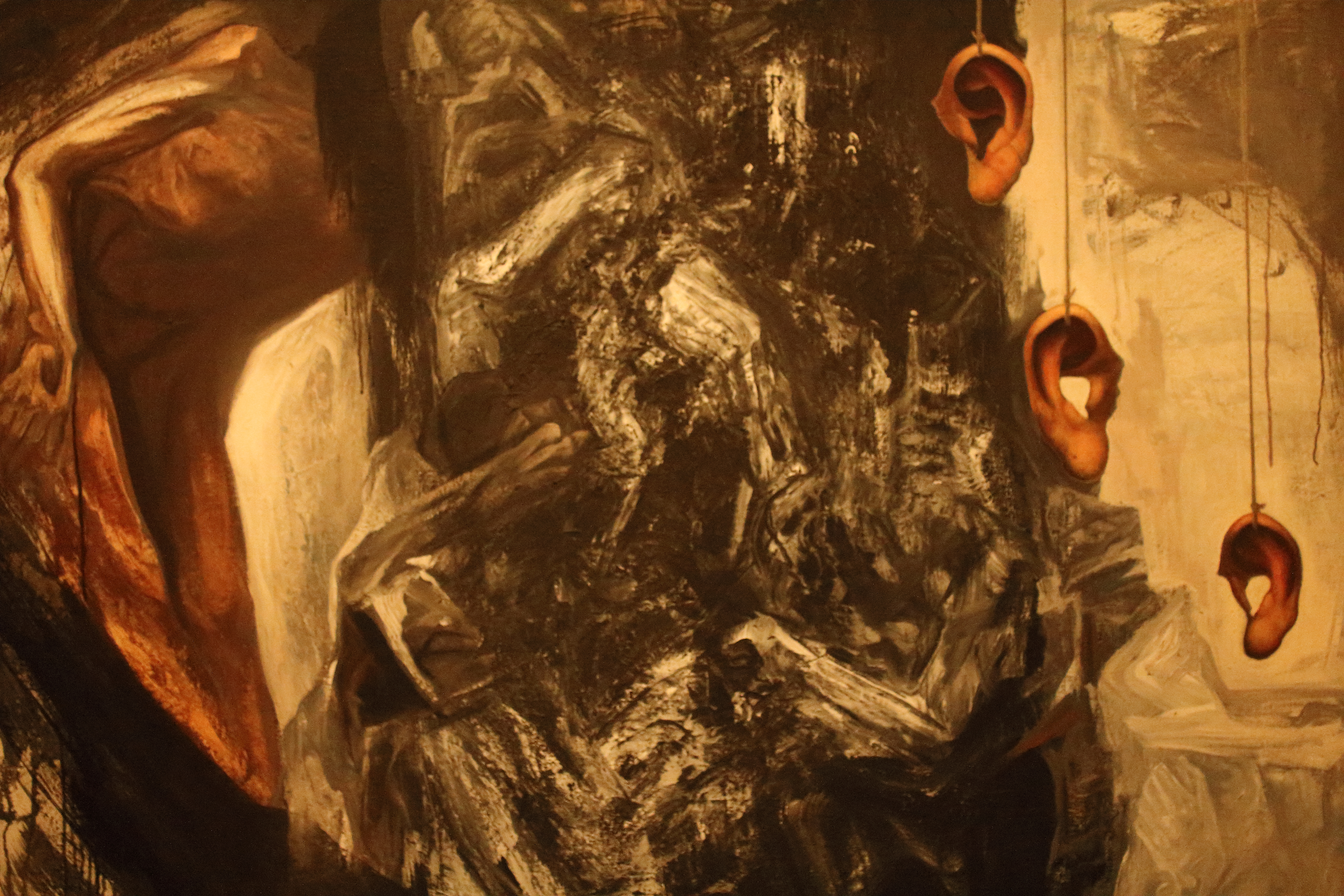
Egyik műve
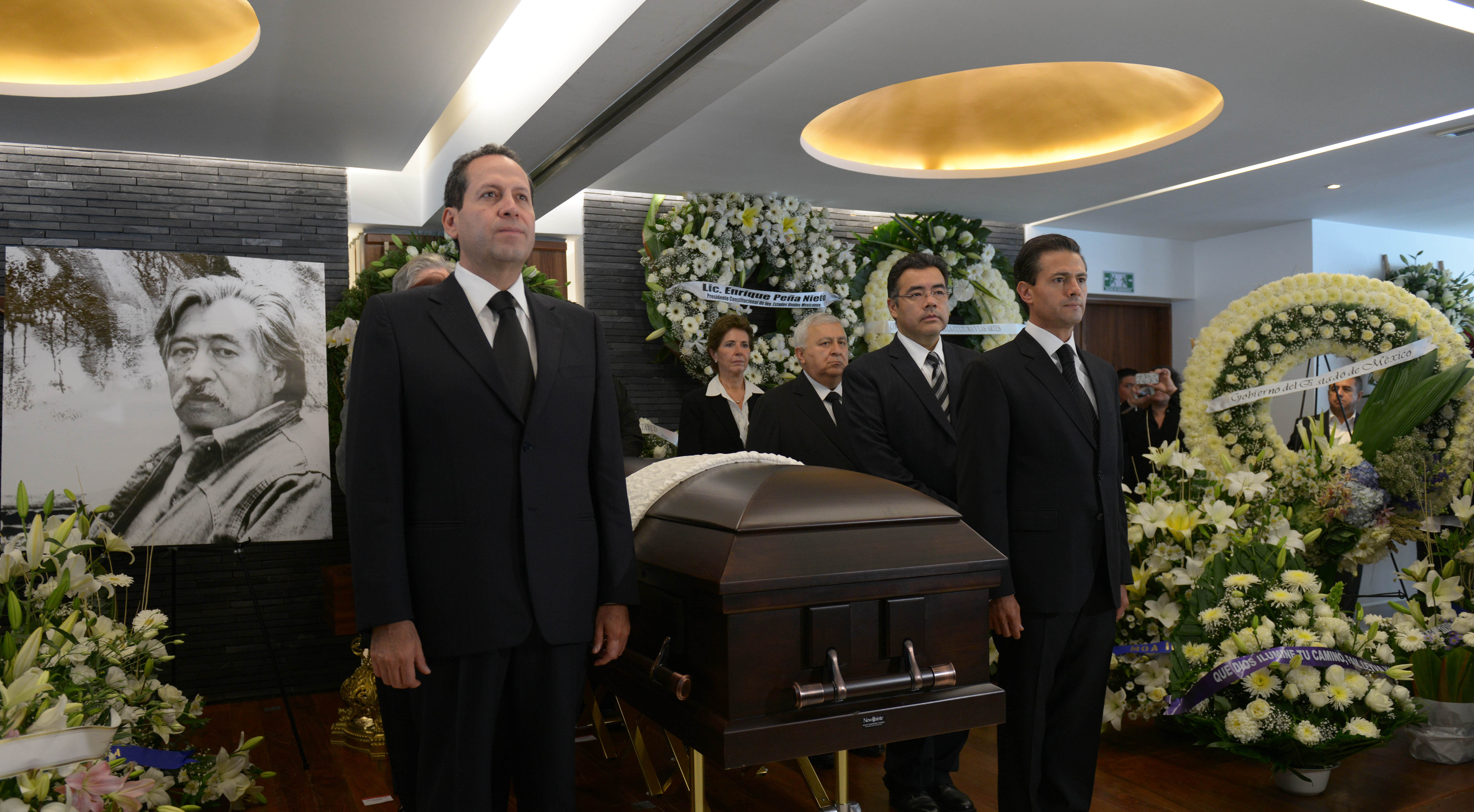
Temetése
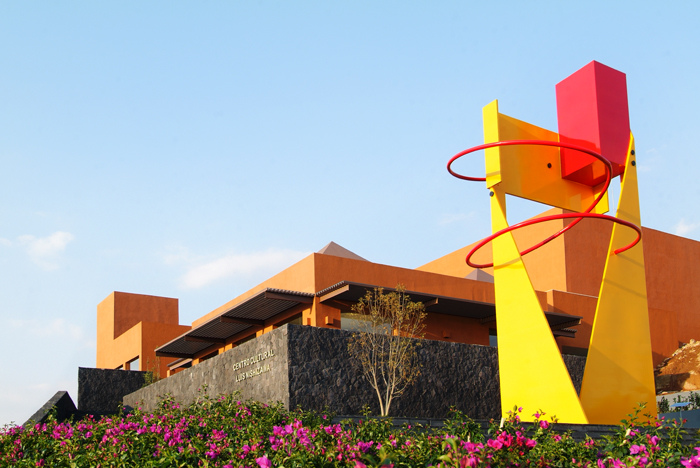
A Luis Nishizawa Kulturális Központ (Ciudad López Mateos)